# Dissémination volontaire d'OGM
Une dissémination volontaire d'OGM est définie comme toute introduction intentionnelle dans l'environnement d'un OGM ou d'une combinaison d'OGM. Un synonyme est « essai au champ ». Bien qu'il n'y ait pas de mesure de confinement spécifique, comme pour les cultures en serres ou chambre de culture, le terme "dissémination" (terme réglementaire) ne doit pas laisser penser qu'aucune mesure n'est prise pour limiter leur contact avec l'ensemble de la population et l'environnement. En Europe, ces essais sont soumis à autorisation préalable pour assurer à ces derniers un niveau élevé de sécurité. Aux États-Unis, où un grand nombre d'essais sont réalisés quelques disséminations fortuites ont été constatées (et sanctionnées).
Cette définition réglementaire est fixée par la directive 2001/18/CE, relative à la dissémination volontaire d'organismes génétiquement modifiés dans l'environnement.